# Бруно Гарсия
Бруно Гарсия Маркате (на португалски: Bruno Garcia Marcate) е бразилски футболист, който играе на поста централен нападател. Състезател на Крумовград.

## Кариера
Гарсия е бивш играч на Булон, Шартър, Униао ПР, Куявия Унивроцлав, Медж Легница и Ресовия Жешов.
На 24 юни 2023 г. Бруно е обявен за ново попълнение на Крумовград. Дебютира на 28 юли при загубата с 1:3 като домакин на Черно море.

## Успехи
Медж Легница
- Полска първа лига (1): 2021/22